# Center for Defense Information
Il Center for Defense Information, abbreviato come CDB, è un’organizzazione apartitica senza scopo di lucro con sede a Washington, D.C., specializzata nell'analisi e nella consulenza su questioni militari.

## Storia
Il Center for Defense Information fu fondato nel 1971 da un gruppo indipendente di ufficiali militari in pensione tra cui l'ammiraglio Gene La Rocque e l'ammiraglio Eugene Carroll.
Nel 2005 fu creato al suo interno lo Straus Military Reform Project allo scopo di promuovere la riforma militare al Pentagono e al Congresso. Il primo direttore fu Winslow T. Wheeler , ex dipendente di Capitol Hill e vicedirettore del General Accounting Office. Il progetto fu lanciato grazie ad un sovvenzione di Philip A. Straus Jr. che è stato anche il maggiore finanziatore dello CDI.
Dopo le elezioni presidenziali de 2008, il CDI pubblicò America's Defense Meltdown: Pentagon Reform for President Obama and the New Congress, una raccolta di documenti informativi relativi ad una dozzina di intellettuali della difesa e ufficiali militari in pensione, cui seguì nel 2010 l’antologia The Pentagon Labyrinth: 10 Short Essays to Help You through It. Dalla seconda metà degli ni Duemila, si concentrò sulla questione del Lockheed Martin F-35 Lightning II, inteso come esempio di inaccessibilità delle fonti e come un'enorme delusione in termini di prestazioni. Nel maggio 2012, CDI aderì al  Project on Government Oversight.
In precedenza, il CDI operava sotto l'egida del World Security, che cessò di esistere nel 2002. Fu allora che CDI si fuse con il Project On Government Oversight (POGO), che continuò a pubblicare la rivista ‘’ The Defense Monitor’’.